# Липень 2003
Липень 2003 — сьомий місяць 2003 року, що розпочався у вівторок 1 липня та закінчився в четвер 31 липня.

## Події
- 9 липня — Nike оголосив про купівлю Converse All-star за 305 мільйонів доларів США.
- 15 липня — відбувся реліз першої рольової відеогри за всесвітом «Зоряні війни», Star Wars: Knights of the Old Republic[1].